# Ce peuple vivra
Pour plus de détails, voir Fiche technique et Distribution.
Ce peuple vivra (Živjeće ovaj narod) est un film de Partisans yougoslave réalisé par Nikola Popović et sorti en 1947.

## Synopsis
Sur le Front yougoslave de la Seconde Guerre mondiale, un soulèvement éclate contre les occupants allemands et les Oustachis dans la région de Grmeč, à l'ouest de la Bosnie. Tous sont envahis par un grand enthousiasme et un désir de liberté et apportent leur soutien aux partisans locaux. Jagoda, une jeune villageoise de nationalité serbe, tombe amoureuse du commissaire partisan Ivan, spécialiste du déminage des voies ferrées, de nationalité croate.

## Fiche technique
- Titre français : Ce peuple vivra[1]
- Titre original : Živjeće ovaj narod[2]
- Réalisation : Nikola Popović
- Scénario : Branko Ćopić
- Photographie : Oktavijan Miletić (sh)
- Montage : Radojka Ivančević
- Musique : Fran Lhotka (sh)
- Décors : Miomir Denić
- Production : Dick Randall
- Société de production : Jadran film, Zagreb Film
- Pays de production :  Yougoslavie
- Langue originale : serbo-croate
- Format : Noir et blanc - 1,37:1 - Mono - 35 mm
- Genre : drame de guerre, Film de Partisans
- Durée : 93 minutes
- Date de sortie :
  - Yougoslavie : 22 décembre 1947

## Distribution
- Vera Đukić (sh) – Jagoda
- Siniša Ravasi – Ivan
- Fran Novaković (sh) - Grand-père Ilija
- Tsarka Jovanović (sh) – grand-mère
- Nikola Popović – Professeur
- Vaso Kosić (sh) – Obrad
- Miša Mirković (sh) – Coursier partisan Mića
- Dobrica Milutinović - Dejd Vuk
- Emil Kutijaro (sh) – membre du parti
- Joza Gregorin (sh) – Milan
- Aleksandar Stojković (sh) – Krljo
- Milutin Jasnic (sh) – Brko
- Vjekoslav Afrić – Camarade Tito